# Орфини, Вивиано
Вивиано Орфини (итал. Viviano Orfini; 23 августа 1751, Фолиньо, Папская область — 8 мая 1823, Рим, Папская область) — итальянский куриальный кардинал. Декан клириков Апостольской Палаты с 1 октября 1817 по 10 марта 1823. Префект Священной Конгрегации Анноны, защиты Рима и провинций с 4 июня 1820 по 8 мая 1823. Кардинал-дьякон с 10 марта 1823 по 8 мая 1823.